# Округ Мари (Џорџија)
Мари (енгл. Murray County) је округ у америчкој савезној држави Џорџија.

## Демографија
По попису из 2010. године број становника је 39.628, што је 3.122 (8,6%) становника више него 2000. године.
| Група             | 2000.          | 2010.          |
| Белци             | 33.890 (92,8%) | 33.666 (85,0%) |
| Афроамериканци    | 226 (0,6%)     | 245 (0,6%)     |
| Азијати           | 92 (0,3%)      | 116 (0,3%)     |
| Хиспаноамериканци | 2.006 (5,5%)   | 5.154 (13,0%)  |
| Укупно            | 36.506         | 39.628         |